# Murata Jukō (Shukō)
Murata Jukō (recent pronunțat și ca Murata Shukō) a fost un maestru japonez al ceremoniei ceaiului.
A trăit în timpul perioadei Muromachi (1392- 1573). Din 1474 devine discipol al maestrului zen Ikkyū (1394-1481), maestru ce cunoștea modul de servire a ceaiului folosit de chinezi și coreeni și își învață elevul toate tainele dobândite prin practica sa de-o viață.
Modul de a oferi ceaiul folosit de Murata Jukō punea în evidență formația sa zen. El stabilește principiile ceremoniei ceaiului, punând accentul pe aspectul spiritual, demonstrând că servirea ceaiului nu este altceva decât un simplu ritual de o rafinată eleganță.
Stilul ceremoniei ceaiului adoptat de Murata Jukō a fost denumit gyō, stil semiformal.